# 潮田洋一郎
潮田 洋一郎（うしおだ よういちろう、1953年12月21日 - ）は、日本の実業家。元LIXILグループ取締役会長。住生活グループ創業者・潮田健次郎の長男。
雙葉小学校附属幼稚園、暁星小学校、暁星中学校（校風が合わず中3の1学期に転校）、中野区立北中野中学校、慶應義塾志木高等学校（当初は東京都立日比谷高等学校を志望していたが、学校群に合格しながら別の高校に回されたことを受けて慶應志木高校に進路を変更）、慶應義塾大学経済学部（学生ストライキで大学の授業が無期限停止となったため退学）、東京大学文科二類を経て、東京大学経済学部を卒業。
東京大学を卒業後、トーヨーサッシ株式会社（現LIXILグループ）に入社。創業家のトップとして会長就任以降、プロ経営者の藤森義明と瀬戸欣哉を立て続けに招いたが、結果的にその後の経営闘争の騒動を招いた。